# Jiřetice (Neustupov)
Jiřetice je vesnice, část městyse Neustupov v okrese Benešov. Nachází se 2,5 kilometru jihovýchodně od Neustupova. Prochází tudy silnice II/124. V katastrálním území Jiřetice u Neustupova leží i části obce Hojšín a Žinice.

## Historie
První písemná zmínka o vesnici pochází z roku 1318.

## Obyvatelstvo
| Rok            | 1869 | 1880 | 1890 | 1900 | 1910 | 1921 | 1930 | 1950 | 1961 | 1970 | 1980 | 1991 | 2001 | 2011 | 2021 |
| -------------- | ---- | ---- | ---- | ---- | ---- | ---- | ---- | ---- | ---- | ---- | ---- | ---- | ---- | ---- | ---- |
| Počet obyvatel | 192  | 199  | 189  | 206  | 188  | 177  | 181  | 112  | 125  | 87   | 153  | 141  | 104  | 95   | 81   |
| Počet domů     | 24   | 25   | 26   | 26   | 28   | 27   | 30   | 24   | 69   | 21   | 29   | 38   | 40   | 33   | 36   |

## Obecní správa
Při sčítání lidu v letech 1869–1921 Jiřetice byla osadou městyse Neustupov v okrese Sedlčany. V letech 1930–1979 byla samostatnou obcí, se kterým patřila nejprve do okresu Sedlčany, ale v roce 1950 v okrese Votice a v letech 1961–1979 v okrese Benešov. Od 1. ledna 1980 je znovu částí městyse Neustupov v okrese Benešov. V letech 1961–1979 k obci patřil Barčov.

## Pamětihodnosti
Na návrší (572 metrů) nad Novomlýnským rybníkem se dochovaly památkově chráněné stopy po vrcholně středověké těžbě kamene. Lokalita byla ve dvacátém století považována za pozůstatek tvrziště, ale na základě analogií z podobných míst v blízkém okolí vyplývá její souvislost s těžbou nebo prospektorskou činností. Terénní stopy mají přibližně pravoúhlý půdorys, který je na třech stranách lemován asi dva metry vysokým náspem. Ten obklopuje plochu sníženou vůči okolnímu terénu o jeden až dva metry.